# ハプニング名珍場面 日本全国プレミア映像スペシャル
『ハプニング名珍場面 日本全国プレミア映像スペシャル』（ハプニングめいちんばめん にほんぜんこくプレミアえいぞうスペシャル）とは、2008年10月9日から2009年6月30日までTBS系列にて放送された、改編期末・期首及び年末年始に放送されたバラエティ特別番組である。愛称は『プレミア映像スペシャル』『プレスペ』。

## 概要
『オールスター赤面申告!ハプニング大賞』が2008年春に15年の幕を閉じたため、代わりに本番組がスタートした。本番組ではドラマ・バラエティ・報道・情報番組とJNN系列各局のNGハプニングの他に、日本各地からの凄い人も紹介されることもある。
『ハプニング大賞』との大きな違いは、プレゼンター（多くがお笑いタレント）がVTRを紹介する形式をとっている事。必ずしもプレミアとは云い難い物もあり、審査員から厳しい指摘を受ける事がある。

## 司会
- 堺正章 - 『ハプニング大賞』[1]より続投。
- 雨上がり決死隊（宮迫博之・蛍原徹）
- 加藤シルビア（TBSアナウンサー）

## 放送日時
※いずれも日本標準時
- 第1回 - 2008年10月9日（木）18:55 - 20:54
- 第2回 - 2009年1月11日（日）19:00 - 20:54
- 第3回 - 2009年6月30日（火）19:55 - 21:48[2]

## 出演したゲスト
第1回
- 渡辺直美
- はるな愛
- ハイキングウォーキング

## スタッフ
- 構成 : 矢頭浩、あべ／黒田順子、櫻井明宏、石津聡
- 演出 : 石黒光典
- プロデューサー : 渡辺英樹、木田将也／實原邦之（コムクエスト）、石岡茂雄（D:COMPLEX）
- チーフプロデューサー : 近藤誠
- 制作協力 : コムクエスト、D:COMPLEX
- 制作 : TBSテレビ[3]
- 製作著作 : TBS[4]